# مايك ميلس (كاتب)
مايك ميلس (بالإنجليزية: Mike Mills)‏ (و. 1966  م) هو مخرج أفلام، ومصمم جرافيك، وكاتب سيناريو أمريكي، ولد في بيركيلي، كاليفورنيا.

## التعليم
تعلم في اتحاد كوبر.

## وصلات خارجية
- مايك ميلس على موقع IMDb (الإنجليزية)
- مايك ميلس على موقع مونزينجر (الألمانية)
- مايك ميلس على موقع ألو سيني (الفرنسية)
- مايك ميلس على موقع ميوزك برينز (الإنجليزية)
- مايك ميلس على موقع بوكس أوفيس موجو (الإنجليزية)
- مايك ميلس على موقع قاعدة بيانات الأفلام السويدية (السويدية)
- مايك ميلس على موقع ديسكوغز (الإنجليزية)
- مايك ميلس على موقع قاعدة بيانات الفيلم (الإنجليزية)
- مايك ميلس على موقع كينوبويسك (الروسية)

- مايك ميلس في قاعدة بيانات الأفلام على الإنترنت